# Strzegomek (stacja kolejowa)
Strzegomek – stacja kolejowa w Strzegomiu, w powiecie staszowskim, w województwie świętokrzyskim, w Polsce. Od 09.12.2012 roku przez stację kursują pociągi pasażerskie relacji Przemyśl Główny – Wrocław Główny oraz Kielce – Przemyśl Główny.